# Actual (Multi50)
Lamotte - Le rire médecin depuis 2023
Lamotte - Le rire médecin est un multicoque conçu pour la course à la voile, mis à l'eau en 2009 sous le nom de Actual ; il fait partie de la classe Ocean Fifty.
Il porte les couleurs d'Actual de 2009 à 2015, de Réauté Chocolat de 2016 à 2018, de Primonial de 2019 à 2022, et de Lamotte - Le rire médecin depuis 2023.

## Historique

### Actual
Le trimaran est mis à l'eau le 20 août 2009 à la Trinité-sur-Mer sous les couleurs d'Actual,. Il est skippé par Yves Le Blevec.
Pour sa première course, le multicoque arrive à la seconde place du Trophée du port de Fécamp.
En septembre 2009, il décroche sa première victoire en remportant le Trophée des Multicoques,.
Le voilier est baptisé au Havre avant le départ de la Transat Jacques Vabre en présence de son parrain Luc Alphand,.
Pour sa première transatlantique avec le trimaran, Yves Le Blévec prend le départ aux côtés de Jean Le Cam. Le 8 novembre, le voilier chavire au large de Cherbourg,.
Remis à l'eau en avril 2010, il remporte par la suite le Grand Prix de Douarnenez, le Tour de Belle-Île et Vendée-Saint Petersbourg.
En octobre 2010, le trimaran prend le départ de la Route du Rhum. Le 8 novembre 2010, il est victime d'une avarie au niveau du bras de liaison tribord entraînant son abandon,.
En septembre 2011, au cours du convoyage au retour du Trophée du Port de Fécamp, le voilier démâte au large de La Hague à moins de deux mois de la Transat Jacques Vabre. Le multicoque prend tout même le départ de la Route du Café skippé par Yves Le Blevec et Samuel Manuard et s'impose à l'arrivée à Puerto Limon,.
L'année suivante, le trimaran s'impose sur l'Armen Race, le JP Morgan Asset Management Round the Island et le Trophée Prince de Bretagne.
Pour l'édition 2013 de la Transat Jacques Vabre, le multicoque est skippé par Yves Le Blevec et Kito de Pavant. Le duo arrive à la seconde place à Itajaí après un beau duel avec FenetreA - Cardinal.
En 2014, le trimaran remporte l'Armen Race en effectuant les 217 milles en 22 heures 46 minutes. En novembre, le multicoque prend le départ de la dixième Route du Rhum. Alors qu'il est en pleine course avec les autres Multi 50, Actual est contraint d'effectuer une escale à Cascais à la suite d'une avarie de la girouette anémomètre. Malgré d'autres avaries en courses, le voilier arrive quatrième de sa catégorie à Pointe-à-Pitre. Il s'agit de la dernière course d'Yves Le Blevec avec ce trimaran qui va être vendu.

### Réauté Chocolat
En novembre 2016, le multicoque vendu à Armel Tripon prend le nom du fabricant chocolatier Réauté Chocolat.
Le 7 avril 2017, le trimaran est mis à l'eau sous ses nouvelles couleurs après un chantier qui a permis de le rénover en profondeur et de l'équiper de foils.
Pour sa première course dans ses nouvelles couleurs, le multicoque remporte dans sa catégorie le Tour de Belle-Île, il récidive en remportant également l'Armen Race quelques jours plus tard.
Armel Tripon prend le départ de la Transat Jacques Vabre aux côtés de Vincent Barnaud. Le duo arrive à troisième place à Salvador de Bahia.
En 2018, le trimaran arrive premier de sa catégorie à Pointe-à-Pitre et remporte sa première Route du Rhum.
En juin 2019, le sponsor annonce se retirer du monde de la voile.

### Primonial
Sébastien Rogues fait l'acquisition du trimaran en 2019, le bateau navigue désormais sous les couleurs de Primonial. Le groupe s'engage pour une première période de deux ans.
Pour sa première transatlantique avec le multicoque, le skipper prend le départ de la Transat Jacques Vabre aux côtés de Mathieu Souben. Le duo arrive sur la dernière marche du podium à Salvador de Bahia.
En 2020, le Multi50 subit un gros chantier à Nantes pour « ressembler à un mini Ultim » avec une nouvelle casquette, un nouveau mât et un moteur électrique, qui allège le voilier en se rapprochant un peu plus de la jauge minimum de 3 200 kg.
En mai 2021, alors qu'il prend le départ de la deuxième journée du Pro Sailing Tour en rade de Brest, le trimaran démâte quelques secondes après le départ,.`
Quelques mois plus tard, le multicoque remporte de nouveau la Transat Jacques Vabre.

### Lamotte - Le rire médecin
Le 8 mars 2023 à Lorient La Base, l'Ocean Fifty est mis à l'eau avec un nouveau nom, sous les yeux de son nouveau skipper Luke Berry ; son port d'attache est désormais Saint-Malo.

## Caractéristiques techniques
- Longueur coque : 15,24 mètres[42]
- Largeur : 15 mètres environ
- Déplacement : 4,2 tonnes
- Tirant d'eau : 3,5 mètres
- Tirant d'air : 23,77 mètres

## Palmarès

### 2009-2015:Actual- Yves Le Blevec
- 2009 :

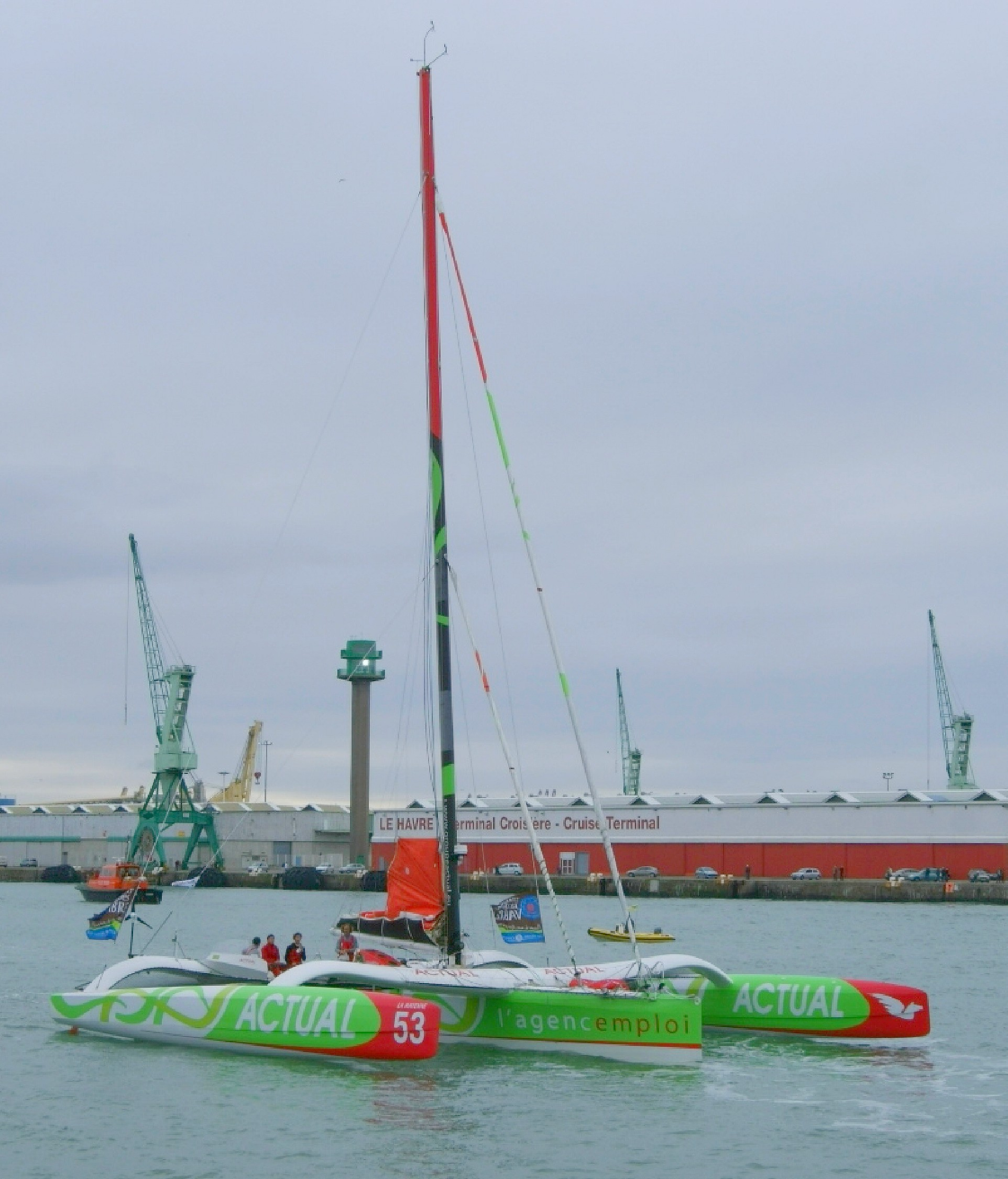
Actual quitte le port du Havre pour participer au prologue de la Transat Jacques-Vabre 2011

  - 2e du Trophée du port de Fécamp
  - 1er du Trophée des Multicoques
- 2010 :
  - 1er du Grand Prix de Douarnenez
  - 1er du Tour de Belle-Île
  - 1er de Vendée-Saint Petersbourg
  - 2e du Trophée Prince de Bretagne[43]
  - 2e du Challenge de Port-Médoc[44]
  - 2e du Trophée du Port de Fécamp[45]
- 2011 :
  - 3e du Tour de Belle-Île[46]
  - 2e de l'Armen Race[47]
  - 1er du Défi du Prince[48]
  - 3e du Trophée du Port de Fécamp[49]
  - 1er de la Transat Jacques Vabre
- 2012 :
  - 8e du Tour de Belle-Île[50]
  - 1er de l'Armen Race
  - 1er du JP Morgan Asset Management Round the Island
  - 1er du Trophée Prince de Bretagne
- 2013 :
  - 2e de l'Armen Race[51]
  - 3e de la Route des Princes[52]
  - 4e du Trophée Prince de Bretagne[53]
  - 3e du Trophée du Pot de Fécamp[54]
  - 2e de la Transat Jacques Vabre
- 2014 :
  - 1er de l'Armen Race
  - 3e du Trophée Prince de Bretagne[55]
  - 4e de la Route du Rhum

### 2016-2018:Réauté Chocolat- Armel Tripon
- 2017 :
  - 1er du Tour de Belle-Île
  - 1er de l'Armen Race
  - 2e du Record SNSM[56]

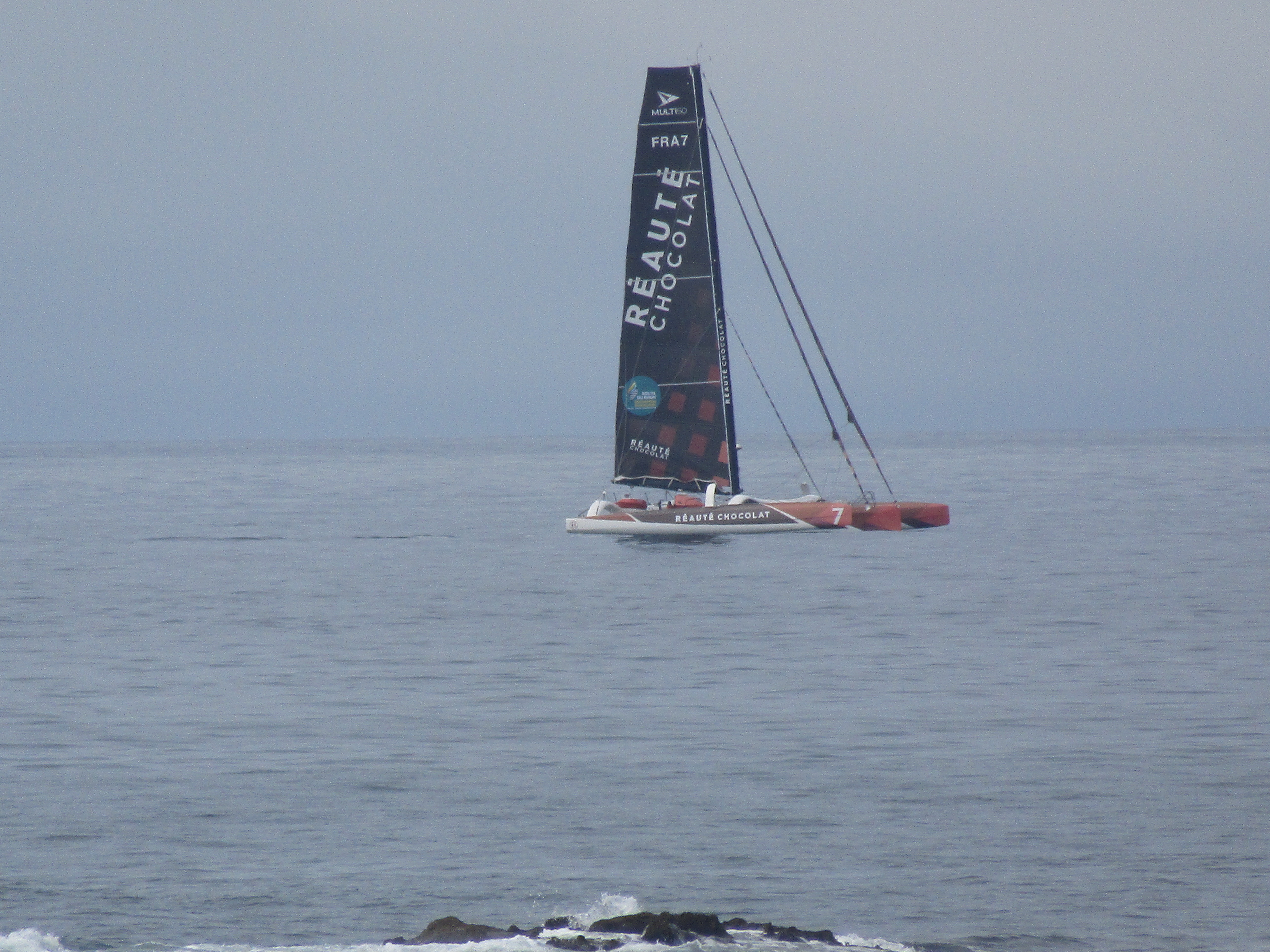
Réauté Chocolat de passage au large de Trégastel

  - 3e de la Transat Jacques Vabre
- 2018 :
  - 1er des 1000 milles des Sables[57]
  - 3e du Grand Prix de l'École Navale[58]
  - 4e du Trophée des Multicoques[59]
  - 1er de la Route du Rhum[33]

### 2019-2022:Primonial- Sébastien Rogues
- 2019 :
  - 4e du Trophée de Brest[60]

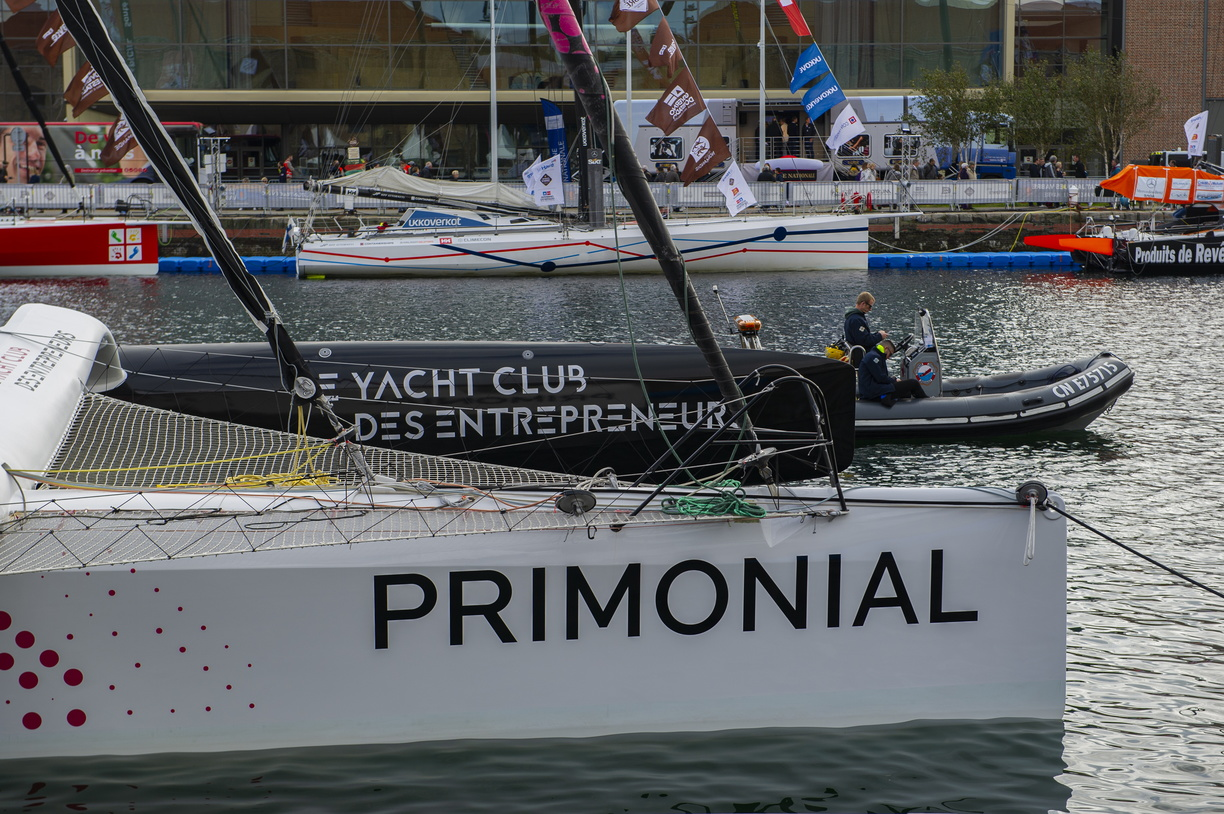
Primonial dans le bassin Paul Vatine du Havre lors de la Transat Jacques Vabre 2019

  - 3e de la Transat Jacques Vabre
- 2020 :
  - 2e du Trophée des Multicoques[61]
  - 2e du Grand Prix de Brest[62]
  - 4e de la Rolex Middle Sea Race[63]
- 2021 : vainqueur de la Transat Jacques Vabre[41]
- 2022 :
  - 2e de la Drheam Cup[64]
  - 3e de la Route du Rhum

### Depuis 2023:Lamotte - Le rire médecin- Luke Berry
- 2023 : vainqueur dans sa catégorie (cinq inscrits) de la Rollex Fastnet Race en 2 j 6 h 59 min 4 s[65]

## Galerie

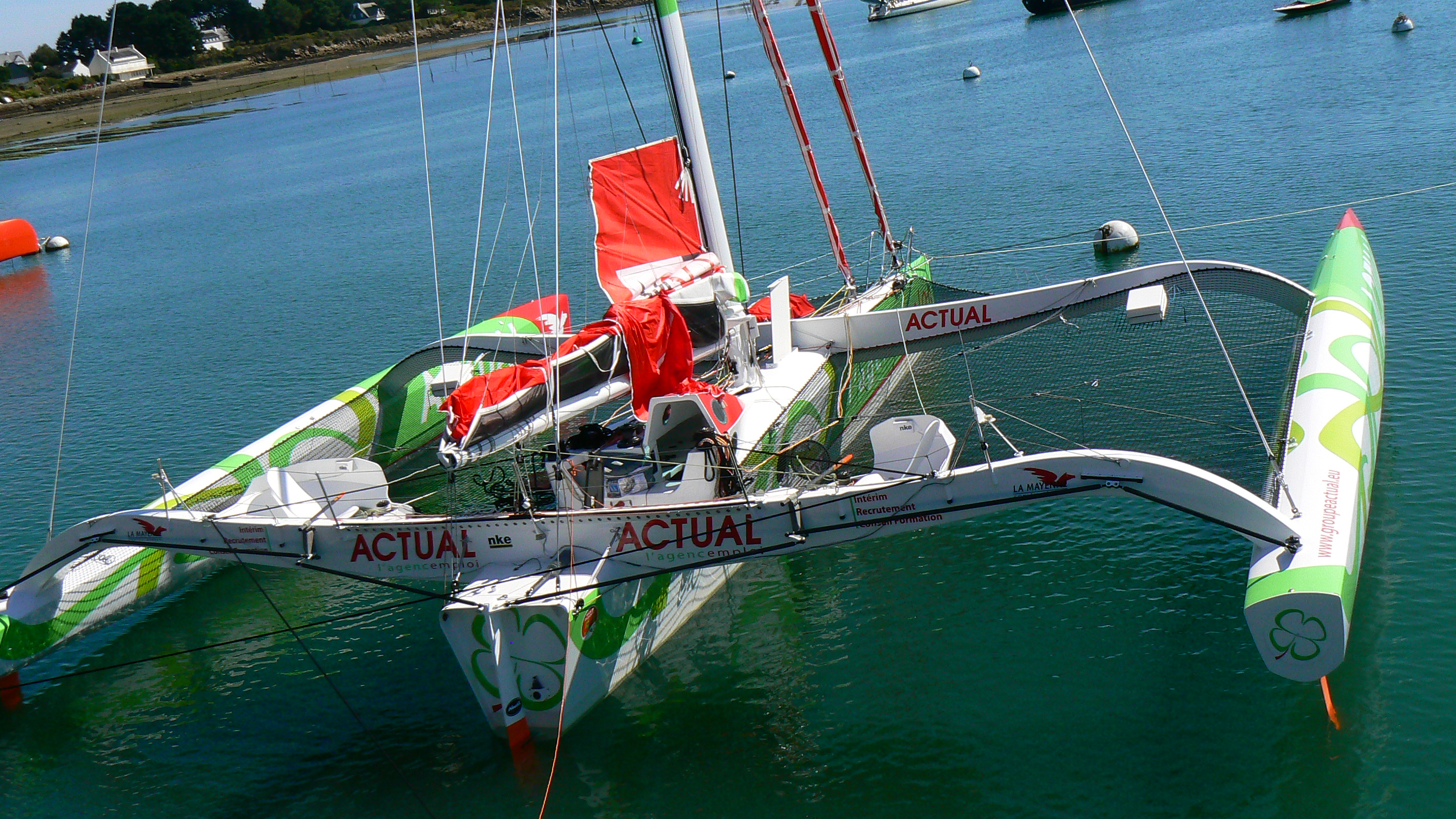
Actual dans le port de La Trinité-sur-Mer en 2009.
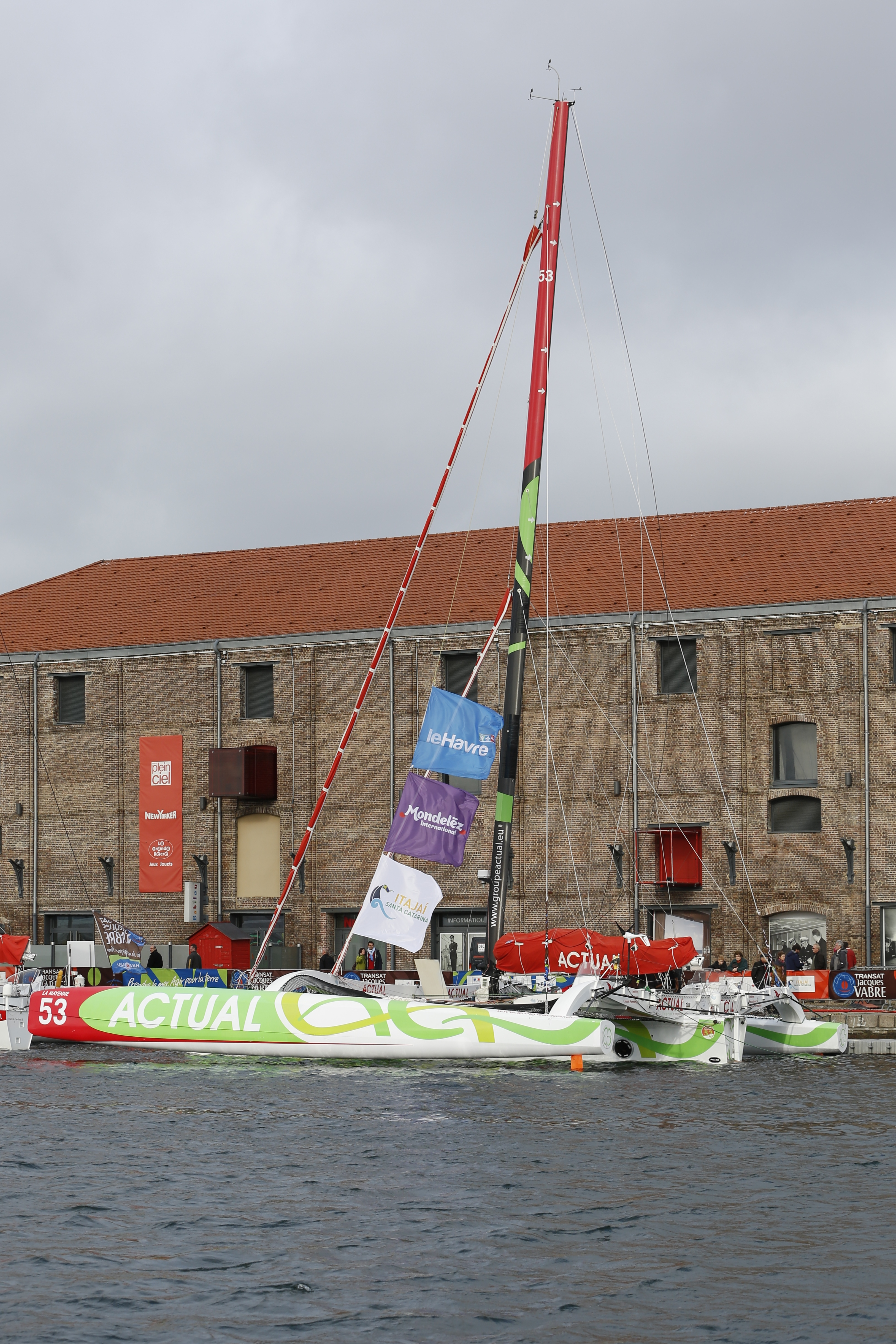
Actual à quai dans le bassin Paul Vatine du Havre lors de la Transat Jacques Vabre 2013.
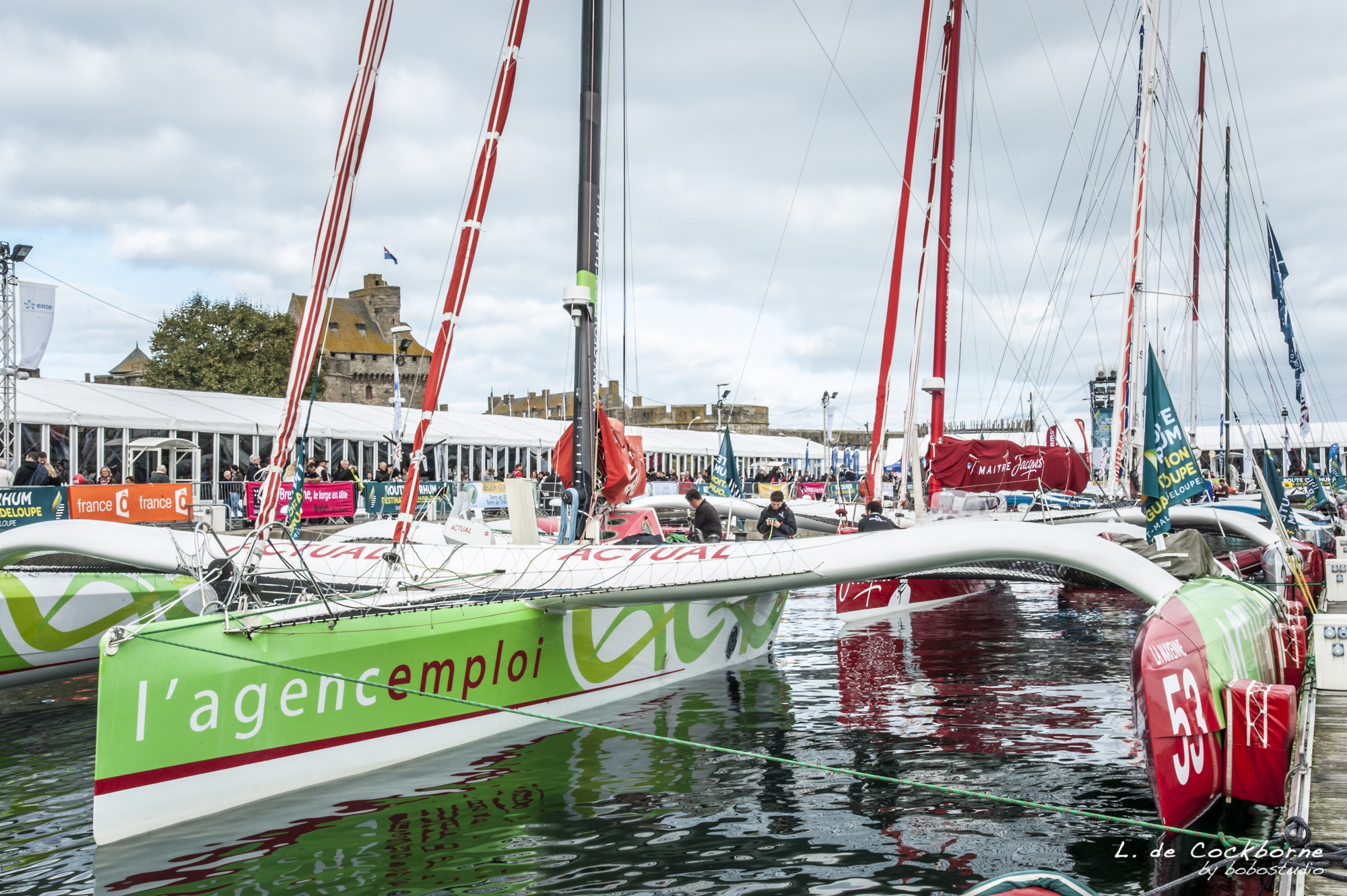
Actual à quai à Saint-Malo lors de la Route du Rhum 2014.
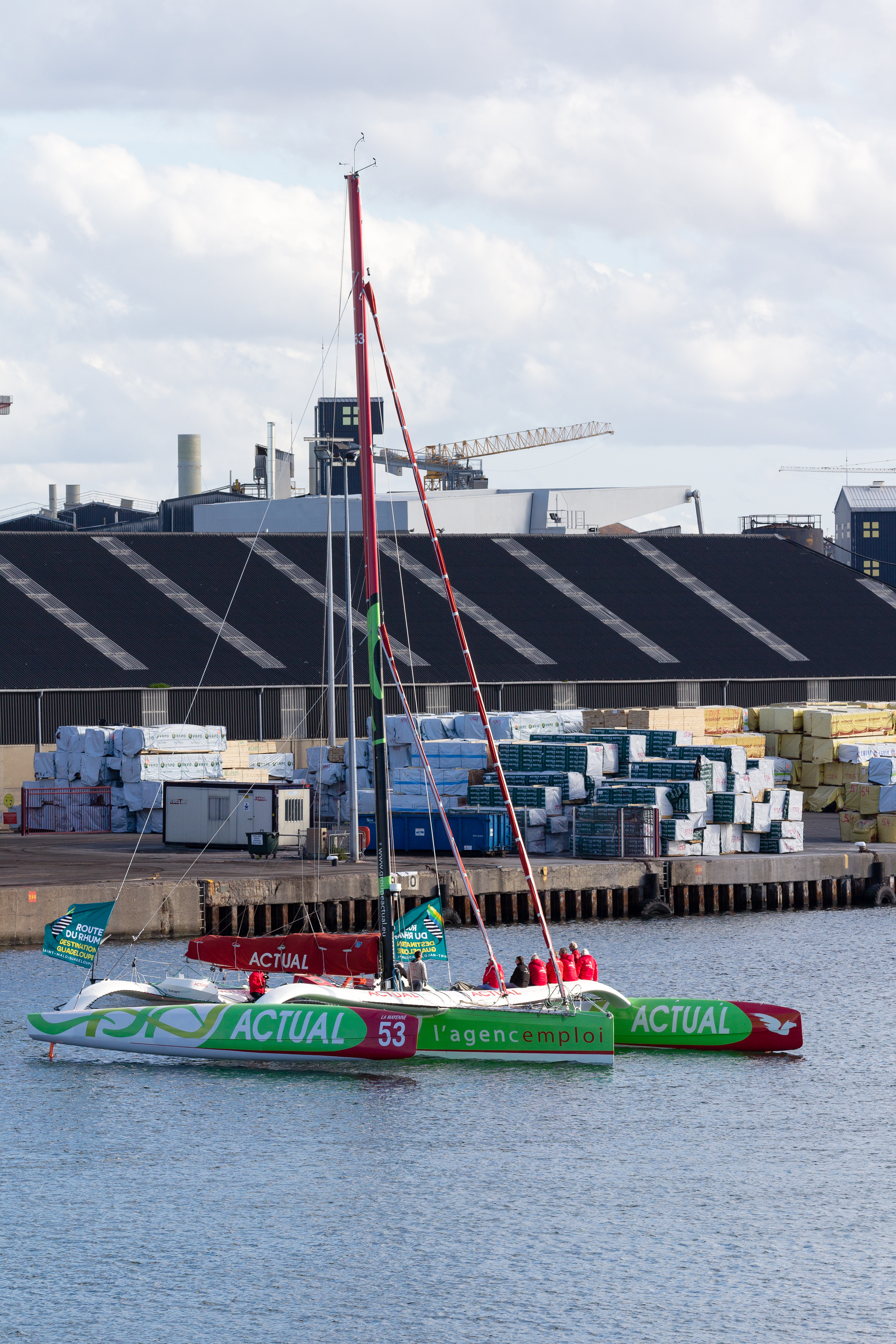
Actual lors du départ de la Route du Rhum 2014.
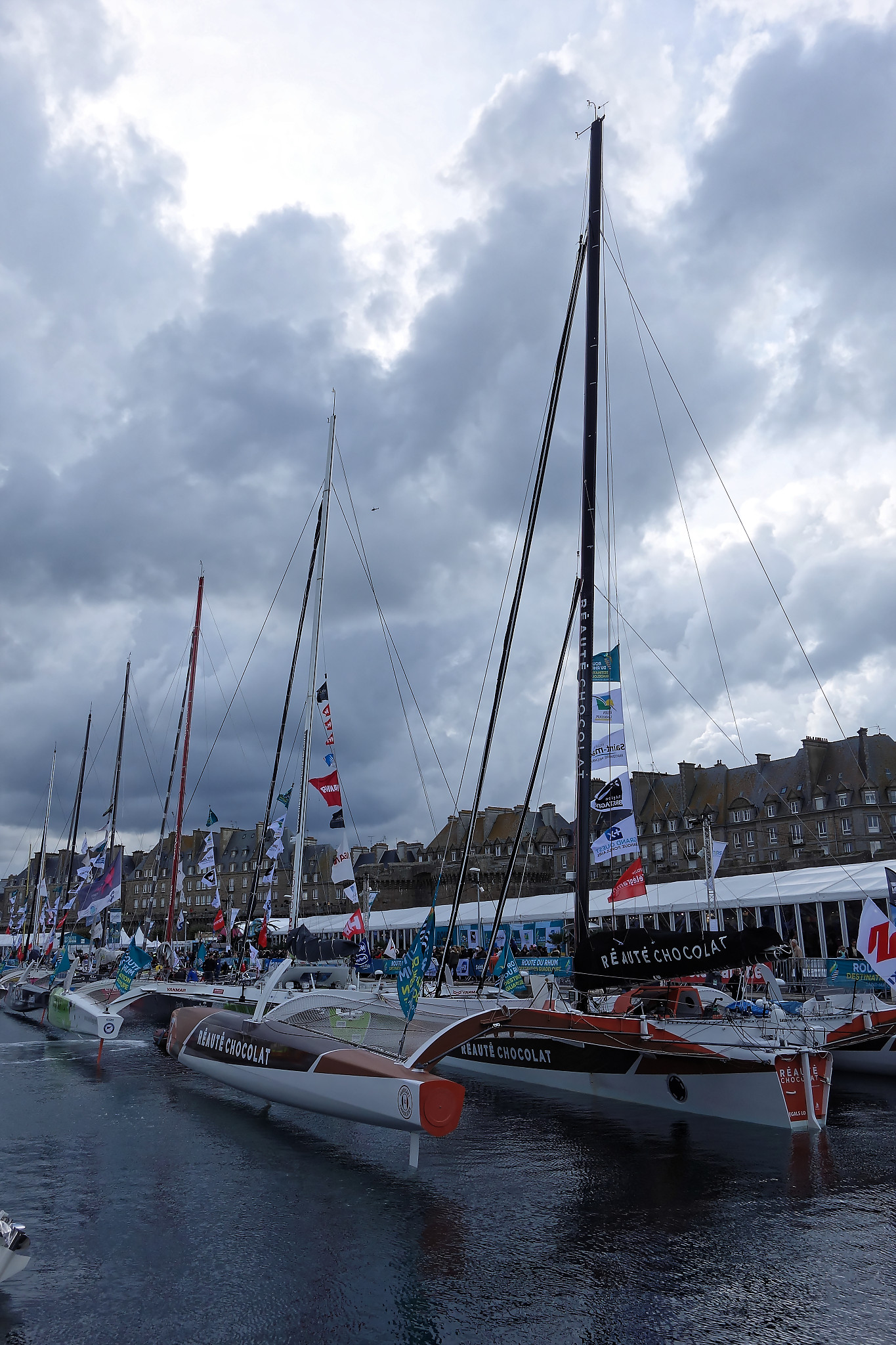
Réauté Chocolat à quai dans le port de Saint-Malo lors de la Route du Rhum 2018.